# Skogs kyrkoruin

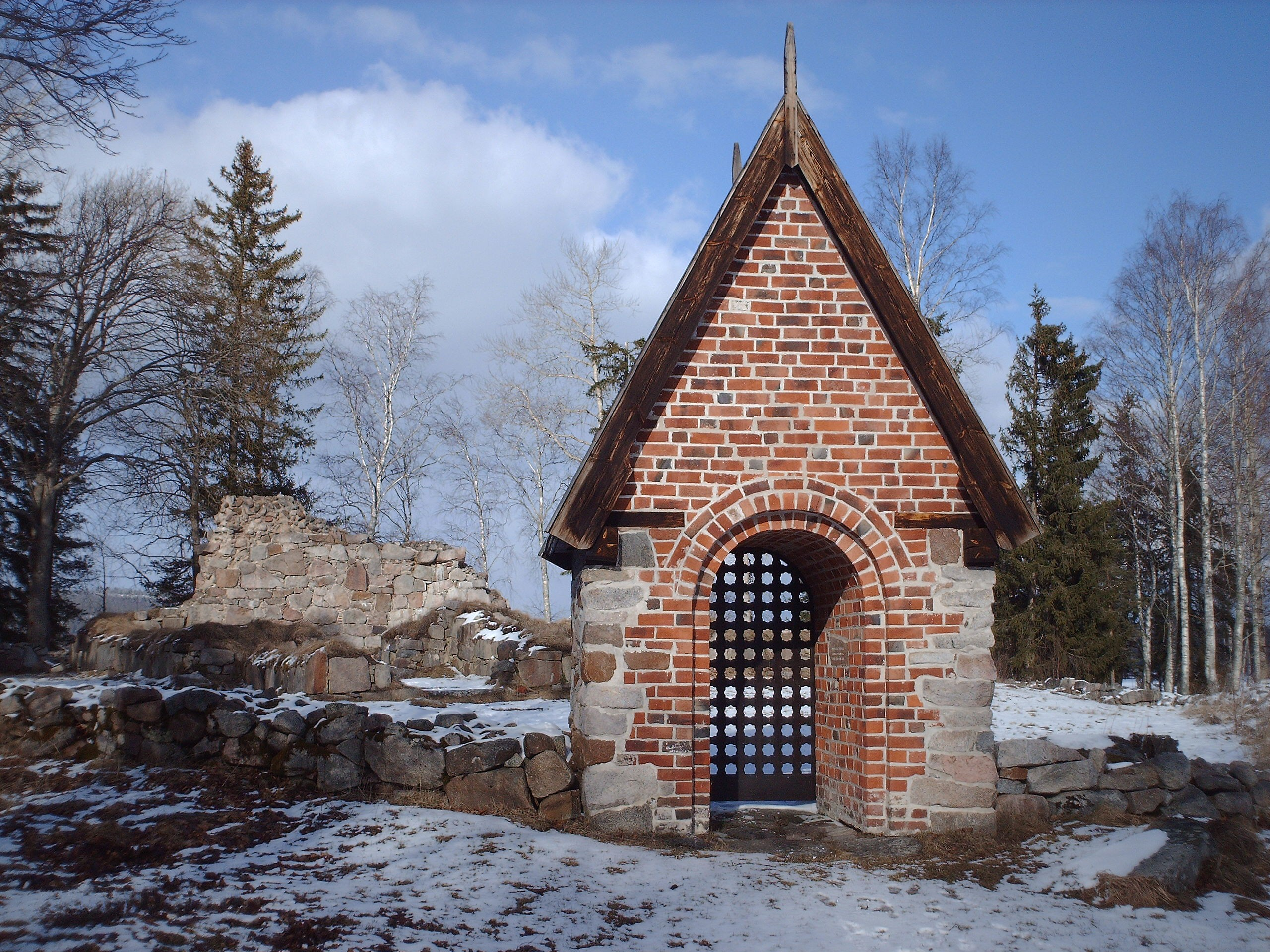
Skogs kyrkoruin med den rekonstruerade stigluckan.

Skogs kyrkoruin ligger i Skogs socken i Söderhamns kommun i Hälsingland, invid riksväg 83.
Kyrkan byggdes 1320–1324 och invigdes av uppsalabiskopen Olov Björnsson. Under 1500-talet steg vattnet i Bergviken vilket gjorde kyrkogården obrukbar. Den 18 februari 1611 klagade prosten i Alfta till biskopen i Uppsala på byggnaden och önskade en ny. Detta ledde till att en ny träkyrka uppfördes och denna ersattes 1805 av den nuvarande Skogs kyrka.

## Återupptäckt

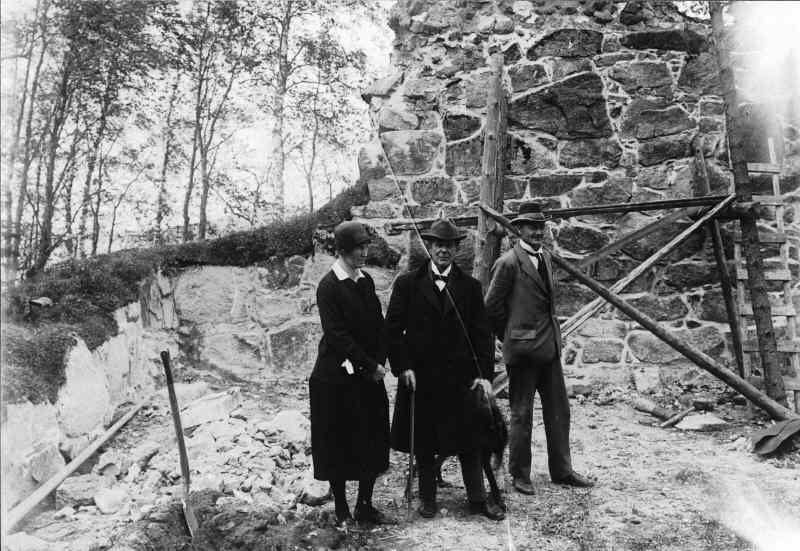
Kommittén för Skogs kyrkoruins framgrävande och konservering år 1928. Från vänster: Fru E. Westerlund, kyrkoherde V. Roland, postmästare J. Kaégatz.

År 1912 upptäcktes det textila fornminnet Skogbonaden i en av den nya kyrkans bodar. Bonaden ansågs då vara ett av Sveriges mest intressanta fornminne över äldre svensk medeltid. Upptäckten bidrog till att väcka intresset för den gamla kyrkan, som då hade förfallit till en ruin. Kyrkmuren restaurerades och stigluckan återuppbyggdes. 

## Arkeologiska fynd
Vid arkeologiska undersökningar i och kring ruinen, som i huvudsak genomfördes under 1920- och 1930-talet har man funnit mynt präglade av Albrekt av Mecklenburg. Vid ingången återfanns två gravstenar, den ena med texten "INGRID OLOF D. ANNO 1566 17 OCT" och den andra med texten "OLAVUS ANDREAE ANNO DOMINI 1569". Den senare var kyrkoherde i pastoratet sedan 1530 och var den förste prästen i Hälsingland som efter reformationen hade ingått äktenskap. Vid koret hittades en gravsten med en bön på latin, namnet Nicolaus Abrahami samt årtalet 1590 och under stenen fanns ett skelett av en sjuårig pojke. Sannolikt var denne son till kyrkoherde Abraham Olai (d. 1622) och sonson till Olaus Andreae.

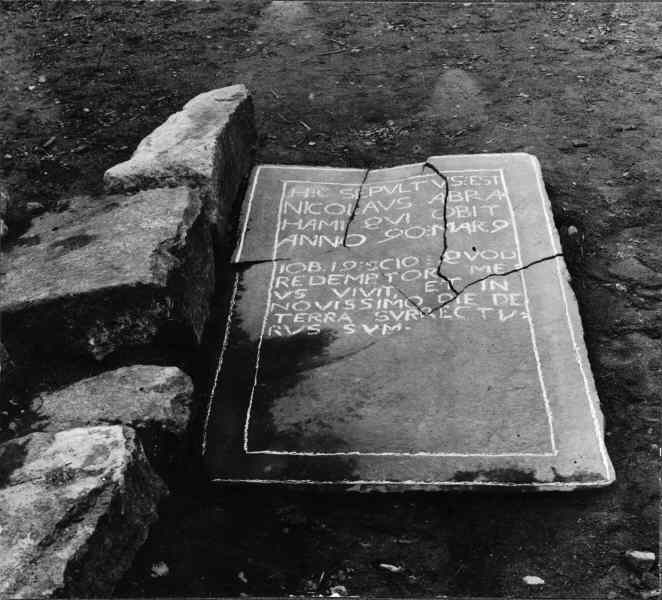
Nicolaus Abrahami gravsten, iritad med krita. Fotograferad vid utgrävning 1928.
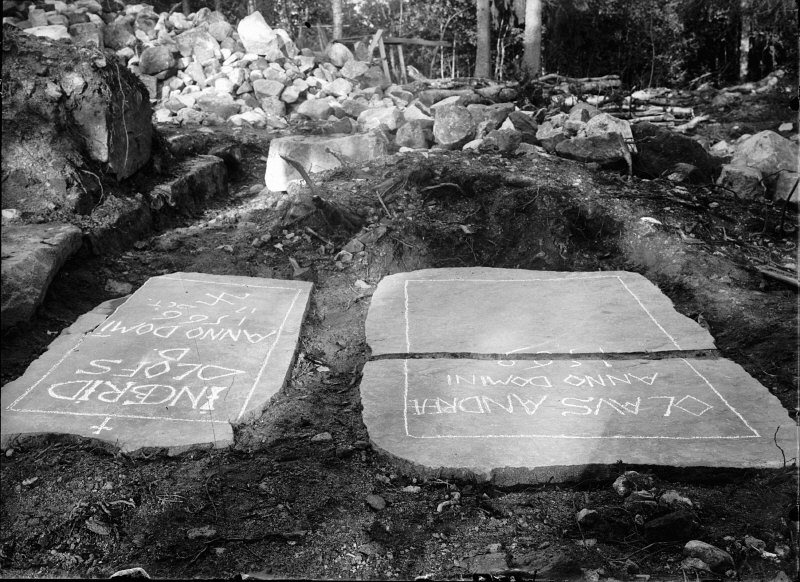
Olaus Andraes och Ingrid Olofsdotters gravhällar. Fotograerade år 1927.